# Джиблохо
Джиблохо (исп. Ciudad administrativa de Djibloho, фр. Cité administrative de Djibloho, порт. Cidade administrativa de Djibloho) — новейшая провинция Экваториальной Гвинеи, официально созданная законом в 2017 году. 1 августа 2015 года административный город был выделен из Аньисока, района в Веле-Нзасе. Эта провинция была создана, чтобы заменить Малабо в качестве будущей столицы Экваториальной Гвинеи.

## Администрация
Джиблохо состоит из двух городских округов — Сьюдад-де-ла-Пас и Мбере. Столица — Сьюдад-де-ла-Пас («Город мира»), до 2017 года известный как Ояла.